# Beaulieu (Cantal)
Beaulieu – miejscowość i gmina we Francji, w regionie Owernia-Rodan-Alpy, w departamencie Cantal.
Według danych na rok 1990 gminę zamieszkiwały 132 osoby, a gęstość zaludnienia wynosiła 17 osób/km² (wśród 1310 gmin Owernii Beaulieu plasuje się na 712. miejscu pod względem liczby ludności, natomiast pod względem powierzchni na miejscu 902.).